# Pungeleria
Pungeleria is een geslacht van vlinders uit de familie van de spanners (Geometridae) en de onderfamilie Ennominae.

## Soorten
- Pungeleria capreolaria (Denis & Schiffermüller, 1775) - dennenbandspanner
- Pungeleria poeymiraui Oberthür, 1922